# U.S. Route 23
La Ruta 23 o U.S. Route 23 es una Ruta Federal de sentido norte–sur en la región este de los Estados Unidos. Recorre alrededor de 2300 km (1400 mi) desde Jacksonville, Florida hasta Mackinaw City, Míchigan cerca del Lago Míchigan. La carretera conecta a varios metrópolis, incluyendo a Jacksonville, Florida; Atlanta, Georgia; Asheville, Carolina del Norte; Columbus, Ohio; y Ann Arbor, Míchigan. La Ruta fue una de las originales del sistema, creada en 1926, aunque la ruta original solo llegaba tan sur como Ohio. La ruta fue extendida hasta Kentucky en 1929, hasta Atlanta, Georgia en 1930, y finalmente hasta su extremo sur actual en Jacksonville, Florida en 1951. Mucha de la ruta sigue la antigua Carretera Dixie.